# Shadow Warrior (série de jogos)
Shadow Warrior é uma série de jogos eletrônicos de tiro em primeira pessoa e survival horror, que se concentra nas façanhas de Lo Wang, um guerreiro ninja moderno que luta contra hordas de demônios. A série original é composta por um jogo, Shadow Warrior (1997) e duas expansões Twin Dragon (1998) e Wanton Destruction (2005), e um reboot com três entradas: Shadow Warrior (2013), Shadow Warrior 2 (2016) e Shadow Warrior 3 (2022). A série foi originalmente desenvolvida pela 3D Realms e publicada pela GT Interactive; mais tarde, Flying Wild Hog e Devolver Digital assumiram o desenvolvimento e a publicação, respectivamente dos jogos.

## Jogos publicados
| 1997 | Shadow Warrior     |
| 1998 | Twin Dragon        |
| 1999 |                    |
| 2000 |                    |
| 2001 |                    |
| 2002 |                    |
| 2003 |                    |
| 2004 |                    |
| 2005 | Wanton Destruction |
| 2006 |                    |
| 2007 |                    |
| 2008 |                    |
| 2009 |                    |
| 2010 |                    |
| 2011 |                    |
| 2012 |                    |
| 2013 | Shadow Warrior     |
| 2014 |                    |
| 2015 |                    |
| 2016 | Shadow Warrior 2   |
| 2017 |                    |
| 2018 |                    |
| 2019 |                    |
| 2020 |                    |
| 2021 |                    |
| 2022 | Shadow Warrior 3   |

### Shadow Warrior(1997)
O desenvolvimento do primeiro Shadow Warrior começou no início de 1994 como Shadow Warrior 3D pela 3D Realms. Jim Norwood teve a ideia do jogo, George Broussard projetou o protagonista Lo Wang e Michael Wallin fez alguns esboços de conceito. Dois pacotes de conteúdo para download (DLC), Twin Dragon e Wanton Destruction, foram lançados em 1998 e 2005, respectivamente.

### Shadow Warrior(2013)
Em 2013, a editora Devolver Digital e a desenvolvedora polonesa Flying Wild Hog anunciaram que estavam colaborando entre si para produzir uma continuação do primeiro jogo. Shadow Warrior tem uma ênfase maior na história. No jogo, Lo Wang parte em uma missão para localizar a lendária lâmina Nobitsura Kage com um demônio banido chamado Hoji. O jogo recebeu críticas geralmente mistas quando foi lançado em setembro de 2013 para Windows. As versões de consoles do jogo foram lançadas em outubro de 2014.

### Shadow Warrior 2(2016)
A Flying Wild Hog retornou para desenvolver uma sequência para o jogo de 2013. O jogo apresenta um modo multijogador cooperativo, geração procedural, níveis grandes e abertos e sistemas semelhantes aos de um looter shooter. No jogo, Lo Wang parte em uma jornada para salvar Kamiko, a filha de um líder da Yakuza, da ZillaCorps. O jogo recebeu críticas geralmente positivas quando foi lançado em outubro de 2016 para Windows, PlayStation 4 e Xbox One.

### Shadow Warrior 3(2022)
Shadow Warrior 3 foi lançado em 1º de março de 2022 para Microsoft Windows, PlayStation 4 e Xbox One. Mais tarde, o jogo foi lançado para PlayStation 5 e Xbox Series X/S em 16 de fevereiro de 2023. No jogo, Lo Wang deve trabalhar com seu ajudante para derrotar um dragão antigo que eles acidentalmente libertaram. O jogo foi bem recebido, e recebeu críticas mistas ou médias dos críticos.